# 亀田温心
亀田 温心（かめだ はーと、2001年2月4日 - ）は、中央競馬（JRA）・栗東トレーニングセンターの騎手。京都府出身。

## 来歴
実家が京都競馬場のある淀付近で、小学校低学年の頃から競馬場でレースを見ているうちに騎手を志すようになった。親族に競馬関係者はいなかったが、京都競馬場の少年団（淀乗馬スポーツ少年団）に入り、騎乗技術の基礎を学んだ。
2016年に競馬学校騎手課程に入学。2018年11月の公開模擬レースではユキノタイガに騎乗して優勝した。
2019年2月、競馬学校騎手課程を卒業（第35期）。同年3月に栗東・北出成人厩舎から騎手デビュー。初騎乗は3月2日の1回阪神3日目第1レースでハハハに騎乗し、11着であった。デビュー3週目の3月17日、中京7Rを自厩舎のグランドガールで制し、通算15戦目で初勝利を挙げた。
2020年6月27日、函館競馬場での湯の川温泉特別でシュエットヌーベルに騎乗し、通算31勝目を挙げ、GIレースへの騎乗ができることになった。GIレースでの初騎乗は、同年12月6日に中京競馬場で開催されたチャンピオンズカップ。騎乗したヨシオは前週にもジャパンカップに出走しており、最下位(16頭出走)での入線となった。
2021年5月29日に施行された葵ステークスでは13番人気のレイハリアに騎乗。道中2番手追走から直線抜け出して勝利し、重賞初制覇を成し遂げた。
2023年3月1日をもってフリーに転身する。

## 人物
目標とする騎手は幸英明。趣味はゴルフ。
競馬学校卒業時には、「騎手としての実績だけでなく、関係者やファンから信頼され、愛される騎手になりたい」と抱負を述べた。
温心（はーと）という珍しい名前は「温かい心を持った人になってほしい」との思いから母親が命名した。本人も「ファンの方には『ハート』と呼んでほしいです」と希望を述べている。

## 騎乗成績

### 概要
|            | 日付          | 競馬場・開催    | 競走名               | 馬名           | 頭数 | 人気 | 着順 |
| ---------- | ------------- | --------------- | -------------------- | -------------- | ---- | ---- | ---- |
| 初騎乗     | 2019年3月2日  | 1回阪神3日目1R  | 3歳未勝利            | ハハハ         | 16頭 | 10   | 11着 |
| 初勝利     | 2019年3月17日 | 2回中京4日目7R  | 4歳上500万下         | グランドガール | 16頭 | 8    | 1着  |
| 重賞初騎乗 | 2020年7月18日 | 2回函館5日目11R | 函館2歳ステークス    | フォドラ       | 15頭 | 5    | 4着  |
| 重賞初勝利 | 2021年5月29日 | 3回中京7日目11R | 葵ステークス         | レイハリア     | 18頭 | 13   | 1着  |
| GI初騎乗   | 2020年12月6日 | 3回中京2日目11R | チャンピオンズカップ | ヨシオ         | 16頭 | 14   | 16着 |
| GI初勝利   |               |                 |                      |                |      |      |      |

### 主な騎乗馬
- レイハリア（2021年葵ステークス、キーンランドカップ）

## 年度別成績
亀田温心の年度別成績（netkeiba.com）を参照